# Bulbophyllum leptochlamys
Bulbophyllum leptochlamys är en orkidéart som beskrevs av Rudolf Schlechter. Bulbophyllum leptochlamys ingår i släktet Bulbophyllum och familjen orkidéer. Inga underarter finns listade i Catalogue of Life.